# Hana Vítová
Hana Vítová (née Jana Lasková le 24 janvier 1914 à Prague (Autriche-Hongrie et morte le 3 mars 1987 à Prague (Tchécoslovaquie) est une actrice et chanteuse tchécoslovaque appelée Hana Witt en Allemagne.

## Biographie
Hana Vítová est mariée à Jaroslav Pospíšil (zpěvák) (cs) (de 1932 à 1934) et à Bedrich Rádl de 1940 à 1955.
Elle tourne dans des films de Otakar Vávra, Karel Poláček, Jindřich Honzl, Karel Lamač, Vladimír Slavínský (cs), Elmar Klos, Miroslav Cikán, Ladislav Brom (cs), Martin Frič, František Čáp, Václav Wasserman (cs), Kurt Hoffmann et Rudolf Hrušínský.

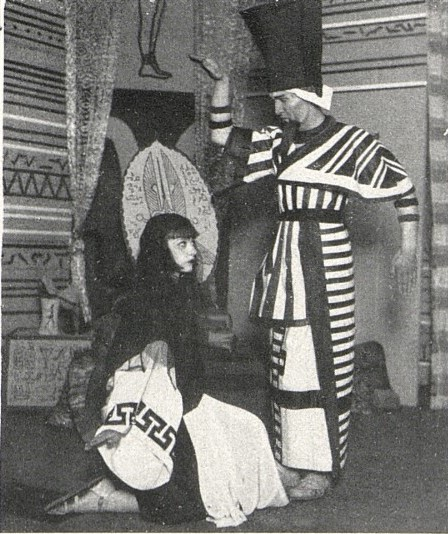
Hana Vítová et František Filipovský au Théâtre libéré en 1932. Photo parue dans Světozor (cs)

## Filmographie partielle
- 1944 :  Jarní píseň